# Řežabinec (rozhledna)
Řežabinec je rozhledna postavená v roce 1985 jako pozorovatelna vodního ptactva na rybníku Řežabinec na území obce Kestřany v okrese Písek. Nadmořská výška u paty vyhlídky je 372 metrů.

## Historie a technická data
Rozhledna je třípatrová zastřešená dřevěná vyhlídka vysoká 7 metrů, původně byla postavena v roce 1985. V roce 2003 byla věž rekonstruována s přispěním nadace Vltava. Přízemí a horní část věže jsou běžně nepřístupné, využívá je muzeum a odborné organizace pro výzkumné účely (ornitologická pozorování). Pro veřejnost je určeno prostřední patro ve výšce 3 metry. Leží přibližně 1,3 km severně od obce Ražice na břehu rybníka Řežabinec v trase naučné stezky.

## Výhled
Z vyhlídkového prostoru, ve výšce 3 metry, je dobrá viditelnost na rybník Řežabinec a nejbližší okolí, rozhledu východním směrem brání vzrostlé stromy.